# Ramesses McGuiness
 (septembre 2023).
Ramesses McGuiness, né le 6 janvier 2000 à Sainte-Croix aux États-Unis, est un footballeur international insulaire des Îles Vierges des États-Unis jouant au poste de milieu de terrain.

## Biographie
Né à Sainte-Croix dans les Îles Vierges des États-Unis aux États-Unis, McGuiness déménage avec ses frères à West Windsor, dans le New Jersey, en 2015 et fréquente la West Windsor-Plainsboro High School South, où il joue au football en classe préparatoire. Il joue une année de football universitaire pour les Kean Cougars de l'Université Kean. Il joue dix-sept rencontre avec l'équipe et inscrit cinq buts.

### En club
En août 2021, il signe avec Pittsburgh City United en United Premier Soccer League, le quatrième niveau du système de ligue de football des États-Unis pour la saison 2021. Il est rejoint au club par son coéquipier de l'équipe nationale, Jett Blaschka.

### En sélection
McGuiness fait partie de l'équipe des moins de 20 ans des Îles Vierges des États-Unis qui participe au Championnat de la CONCACAF des moins de 20 ans 2018 qui se tient aux États-Unis. Il marque contre le Suriname lors de la défaite du premier match de l'équipe.
Le joueur fait ses débuts en équipe nationale le 12 octobre 2019, lors d'un match de Ligue C de la Ligue des nations de la CONCACAF 2019-2020 contre la Barbade. Le 19 novembre 2019, il inscrit son premier but en équipe nationale contre Saint-Martin toujours dans cette même compétition. Toutefois, ce match n'est pas reconnu par la FIFA.